# Cijurey (Geger Bitung)
Cijurey is een bestuurslaag in het regentschap Sukabumi van de provincie West-Java, Indonesië. Cijurey telt 7016 inwoners (volkstelling 2010).